# Jupukkamasten
Jupukkamasten ist die Bezeichnung eines 335 Meter hohen Sendemasten zur Verbreitung von UKW-Hörfunk- und Fernsehprogrammen in der
Nähe von Pajala in Schweden. Er gehört zusammen mit den Gungvalamasten, Fårhultsmasten und Storbergsmasten zu den höchsten Bauwerken in Schweden.